# Кирога, Орасио
Ора́сио Сильвестре Киро́га Фортеса (исп. Horacio Silvestre Quiroga Forteza, 31 декабря 1878, Сальто — 19 февраля 1937, Буэнос-Айрес) — уругвайский писатель и поэт, сценарист, критик, фотограф, педагог, журналист.

## Биография
Отец, аргентинский дипломат Пруденсио Кирога, происходил из аристократической семьи и являлся потомком известного политика и полководца времён войны за независимость Факундо Кирога. Всего через два с половиной месяца после рождения сына он был случайно застрелен из ружья. Орасио учился в Монтевидео, проявлял склонность к литературе и к опытным наукам (механика, физика, химия). В 1899 году побывал в Париже, но не нашёл вкуса в богемной жизни. Вернувшись в Уругвай, преподавал испанский язык, занимался журналистикой, увлекался фотографией. Дебютировал в 1901 году книгой стихов и поэтической прозы, написанной под влиянием испаноязычного модернизма (Рубен Дарио). С 1902 года жил в основном в Аргентине. Как фотограф принял участие в экспедиции по провинции Чако, которую при поддержке Министерства образования организовал Леопольдо Лугонес. Влюбился в сельву, прожил там с семьёй несколько лет. В 1915 году потерял жену, покончившую с собой. В 1920-е годы работал в кино как сценарист, занимался кинокритикой, писал для газет и журналов. Второй брак писателя распался. Будучи болен раком простаты, отравился цианидом.

## Творчество
Автор новелл и романов о тёмных, роковых силах природы и тайнах человеческой психики, проникнутых сумрачной фантастикой в духе Эдгара По. Известны также его рассказы о природе и животных сельвы, ставшие популярными у детей нескольких поколений; в них обнаруживают близкие черты с «Книгой джунглей» Киплинга. Выдающийся художник слова, Кирога является одним из тех, кто поднял в мире престиж уругвайской литературы и по праву считается основателем латиноамериканского магического реализма.

## Посмертная судьба
Новеллистика Кироги оказала влияние на Хулио Кортасара. По его прозе снимали фильмы Марио Соффичи, Пабло Траперо и другие кинорежиссёры. Воспоминания о Кироге написал Энрике Аморим (опубликованы в 1983 году).

## Книги
- Коралловые рифы / Los arrecifes de coral (1901, стихотворения)
- Чужое преступление / El crimen del otro (1904, новеллы)
- Загнанные / Los perseguidos (1905, новеллы)
- История беспокойной любви / Historia de un amor turbio (1908, роман)
- Рассказы о любви, безумии и смерти / Cuentos de amor, de locura y de muerte (1917, новеллы)
- Сказки сельвы / Cuentos de la selva (1918, рассказы для детей)
- Дикарь / El salvaje (1920, новеллы)
- Принесенные в жертву / Los sacrificados (1920, пьесы)
- Анаконда / Anaconda (1921, рассказы)
- Пустыня / El desierto (1924, рассказы)
- Зарезанная курица и другие рассказы / La gallina degollada y otros cuentos (1925, рассказы)
- Изгнанники / Los desterrados (1926, рассказы)
- Прежняя любовь / Pasado amor (1929, роман)
- По ту сторону / Más allá (1935, новеллы)

## Посмертные публикации
- Testimonios autobiográficos de Horacio Quiroga: cartas y diario de viaje. Buenos Aires: Corregidor, 1997 (письма и путевой дневник)

## Публикации на русском языке
- Сказки сельвы. — М.: Госиздат, 1956.
- Анаконда: Рассказы. — М.: Гослитиздат, 1960.
- Голоса сельвы. — М.: Художественная литература, 1967.
- Сказки сельвы. Анаконда. — М.: Детская литература, 1982.
- Рассказы on line